# Tinea improvisa
Tinea improvisa är en fjärilsart som beskrevs av Edward Meyrick 1926. Tinea improvisa ingår i släktet Tinea och familjen äkta malar.
Artens utbredningsområde är Sarawak. Inga underarter finns listade i Catalogue of Life.